# TRL Award al migliore look
Il TRL Award al migliore look è uno dei premi dei TRL Awards, che viene assegnato dalla quinta edizione dell'evento del 2010, in cui viene premiato dal pubblico l'artista con il look più originale dell'anno appena conclusosi.

## Anni 2010
| Anno | Vincitore     | Nominati |
| ---- | ------------- | --- |
| 2010 | dARI          | - Arisa - Kesha - Lady Gaga - Nina Zilli                                                                              |
| 2011 | Avril Lavigne | - Jared Leto - Katy Perry - Ke$ha - Lady Gaga - Malika Ayane - Mike "The Situation" - Nicole Scherzinger - Nina Zilli |
| 2012 | Justin Bieber | - Lady Gaga - Avril Lavigne - Marco Mengoni - Nicki Minaj                                                             |